# Амріта Ачар'я
Амріта Ачар'я (неп. अमृता आचार्य; нар. 31 липня 1987, Катманду, Непал) — норвезька акторка непальсько-українського походження, відома виконанням ролей у серіалах «Гра престолів», «Алібі», «Лікарня доброї карми».

## Біографія
Амріта Ачар'я народилася в Катманду, Непал в родині гінеколога непальського походження Ганеша Ачар'ї та архітектора з українським корінням. Батьки Амріти познайомились в Києві під час навчання Ганеша в медичній школі. Перші сім років дівчинка провела в Непалі, у 13 вона переїхала в Норвегію. До переїзду вона жила в Україні та Англії. Підліткові роки Амріта Ачар'я провела в Тромсе. Після закінчення середньої школи в Норвегії дівчина поїхала навчатися в Англію в школу драматичних мистецтв.
Амріта Ачар'я займається благодійною діяльність. Зокрема, вона брала участь у Лондонському марафоні, збираючі гроші для школи в Непалі, яка постраждала від землетрусу в 2015 році.

## Кар'єра
Першу роль Арміта Ачар'я виконала в одному епізоді серіалу «Катастрофа». У короткометражному фільмі «У компанії вовків» вона зіграла головну героїню Ріту. У 2010 акторка була затверджена на роль служниці Дейнеріс Таргарієн Іррі в телесеріалі «Гра престолів», яку виконувала протягом перших двох сезонів. Після епізодичної появи в медичній мильній опері «Лікарі» у неї була невелика роль школярки в біографічній драмі «Двійник диявола». У британському різдвяному телефільмі «Лапландія» Ачар'я зіграла наречену.
У дебютному фільмі 2013 року «Я твоя» режисерки Ірам Хак Арміта отримала головну роль Міни. Міна — мати-одиначка, яка живе в Осло та самотужки виховує шестирічного сина. Стрічка була висунута Норвегією на здобуття кінопремії «Оскар» у категорії «Найкращий фільм іноземною мовою», але не потрапила в остаточний список. За виконання ролі Міни Ачар'я отримала номінацію норвезької кінопремії «Аманда» як найкраща акторка.
У 2014 році Амріта Ачар'я знялася в норвезькому комедійному фільмі жахів «Операція „Мертвий сніг“ 2» режисера Томмі Віркола. У американській незалежній стрічці «Камуфляж» акторка виконала роль агента ФБР, яка розкриває мотивації вчинків головного героя Остіна. У серіалі «Алібі» вона зіграла прокурора. У першому сезоні медичного телепроєкту «Лікарня доброї карми» Амріта Ачар'я виконувала головну роль лікаря Рубі Волкер. На початку 2017 року було оголошено про зйомки другого сезону за участю головних акторів.

## Фільмографія
| Рік       |    | Українська назва                | Оригінальна назва             | Роль            |
| --------- | -- | ------------------------------- | ----------------------------- | --------------- |
| 2010      | с  | Катастрофа                      | Casualty                      | Ніла Сарін      |
| 2010      | кф | У компанії вовків               | In Company of Wolves          | Ріта            |
| 2010      | кф | Трофей                          | Collectables                  |                 |
| 2011      | с  | Лікарі                          | Doctors                       | Саскія Трімлетт |
| 2011      | ф  | Двійник диявола                 | The Devil's Double            | школярка        |
| 2011      | тф | Лапландія                       | Lapland                       | наречена        |
| 2011—2012 | с  | Гра престолів                   | Game of Thrones               | Іррі            |
| 2013      | ф  | Я твоя                          | Jeg er din                    | Міна            |
| 2014      | ф  | Операція «Мертвий сніг» 2       | Død snø 2                     | Рейдун          |
| 2014      | ф  | Камуфляж                        | Camouflage                    | Аміра           |
| 2015      | с  |                                 | Pen & Paper & Laser Guns      | Еббі            |
| 2015      | ф  | Амар Акбар і Тоні               | Amar Akbar & Tony             | Річа            |
| 2015      | кф |                                 | Queen's Mile                  | Аня             |
| 2015      | кф |                                 | Mamma Ler i Skuffen           | Шарза           |
| 2016      | ф  | Прибуття                        | Arrivals                      | Сорая           |
| 2016      | кф | Поцілунок диявола в темряві     | Kiss the Devil in the Dark    | Лілі            |
| 2016      | с  | Алібі                           | Frikjent                      | Аміна           |
| 2017      | с  | Лікарня доброї карми            | The Good Karma Hospital       | Рубі Волкер     |
| 2017      | ф  |                                 | Sasural                       |                 |
| 2017      | с  | Червоний карлик                 | Red Dwarf                     | Грета           |
| 2018      | ф  |                                 | Genesis                       | Алекса Брукс    |
| 2018      | ф  |                                 | Welcome to Curiosity          | Зої             |
| 2018      | ф  | Біла палата                     | White Chamber                 |                 |
| 2023      | ф  | Погані гноми: Різдвяний розгром | There's Something in the Barn |                 |